# الصين المتحكم بها الشيوعيون (1927–1949)

علم الحزب الشيوعي الصيني آنذاك.

علم الجمهورية السوفيتية الصينية من عام 1931 إلى عام 1937.

الصين التي يسيطر عليها الشيوعيون، تسمى رسميًا المنطقة السوفيتية من عام 1927 إلى عام 1937، والمنطقة المحررة من عام 1946 إلى عام 1949، كانت جزءً من أراضي الصين التي يسيطر عليها الحزب الشيوعي الصيني من عام 1927 إلى عام 1949 خلال الحقبة الجمهورية والحرب الأهلية الصينية مع الصين القومية.
لقد كانت هناك ست مناطق سوفييتية من عام 1927 إلى عام 1933: منطقة تشينغ كانغ شان، والسوفيت الوسطى في شرق جيانغشي على حدود فوجيان، ومنطقة أو يو وان (خوبي - خنان - آنهوي) السوفيتية، وهسيانج أو هسي (غرب خوبي هونان) وهسيانج-كان (هونان-كيانغسي). كان أول سوفيت هو هايلوفينج سوفييت الذي تم إنشاؤه في عام 1927. كان السوفيت المركزي هو القاعدة الرئيسية للحزب الشيوعي حيث أصدر زعيم الحزب الشيوعي ماو تسي تونغ توجيهًا في 1 سبتمبر 1931 للسوفيت المركزي لتعبئة المنطقة كمنطقة قاعدة. ومع حدوث مشاكل تتعلق بالقدرة على السيطرة على مناطق خارج السوفيت المركزي، بحلول عام 1933، فقد تم تحقيق نقل كامل للقوات الشيوعية إلى السوفيت المركزي.
بعد تدخل الاتحاد السوفيتي ضد اليابان في الحرب العالمية الثانية عام 1945، غزت قوات الاتحاد السوفيتي الدولة العميلة اليابانية مانشوكو. خطط ماو تسي تونغ في أبريل ومايو 1945 لتعبئة 150 ألف إلى 250 ألف جندي من جميع أنحاء الصين للعمل مع قوات الاتحاد السوفيتي في الاستيلاء على منشوريا. بعد نهاية الحرب، سيطر الشيوعيون على ثلث أراضي الصين.

## الاختصاص القضائي
قام سوفيتات الحزب الشيوعي الصيني بمراجعة قانون الزواج في أراضيهم، وأصدروا قوانين للسيطرة على أنشطة أعداء الثورة، وأنشأوا نظامًا قضائيًا على النمط السوفيتي. كان النظام القضائي مثيرًا للإعجاب حتى من قبل معارضي الشيوعيين، مثل الجنرال تشين تشينغ، الذي تحدث عن «ندرة حالات الاختلاس والفساد».

## التاريخ

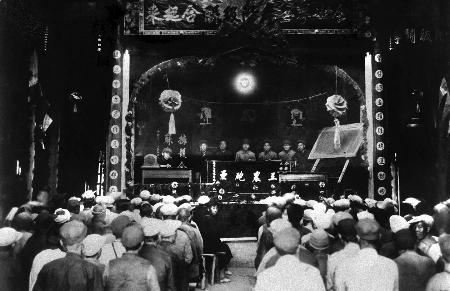
حفل تأسيس جمهورية الصين السوفيتية يوم 7 نوفمبر 1931 في رويجين بمقاطعة جيانغشي.

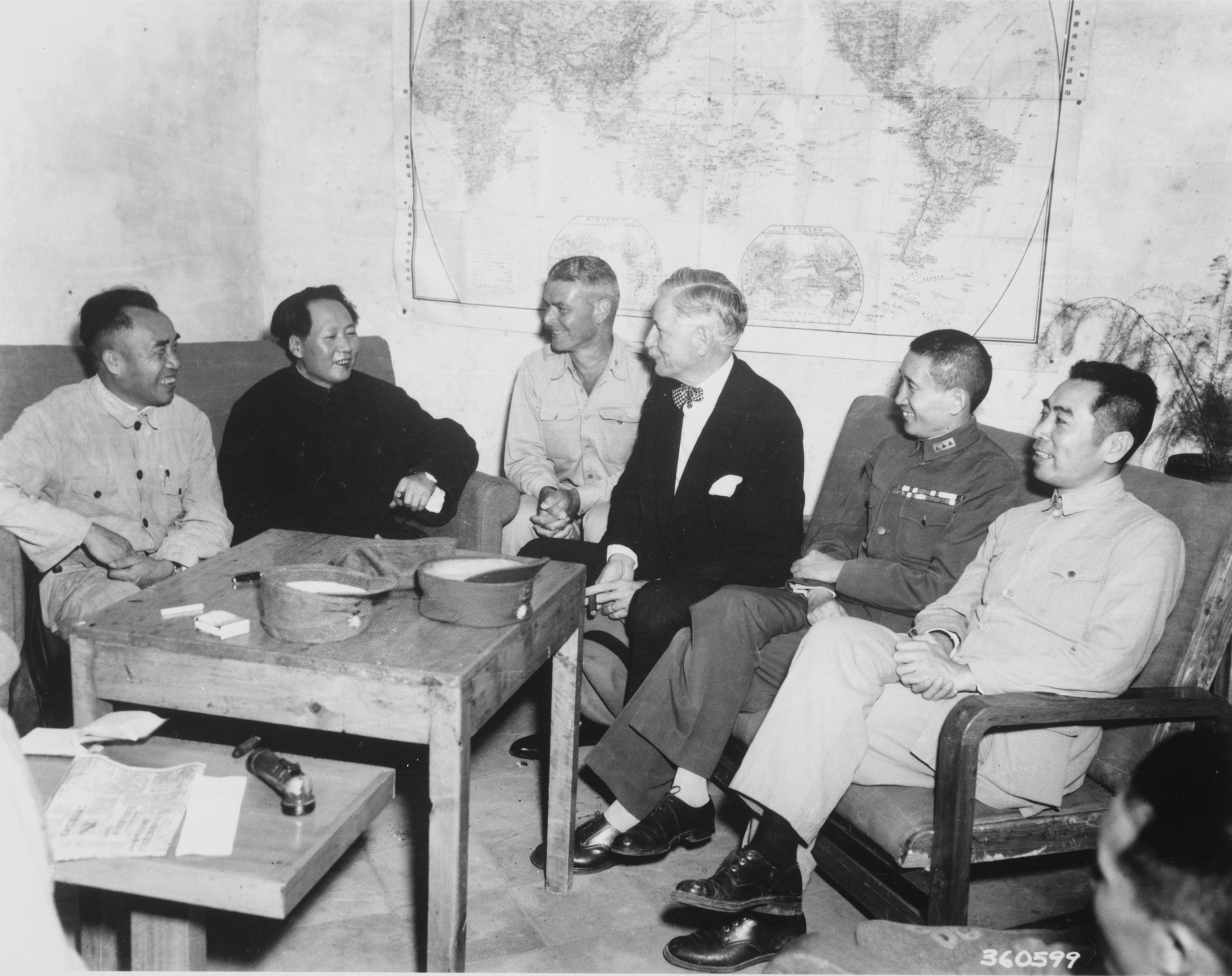
اجتماع ماو تسي تونغ (الثاني من اليسار بزي غامق) ومسؤولون من الحزب الشيوعي الصيني بسفير الولايات المتحدة لدى الصين، باتريك هيرلي (في الوسط - مرتديًا ربطة عنق)، في مقر الحزب الشيوعي الصيني في يانان، 1945.

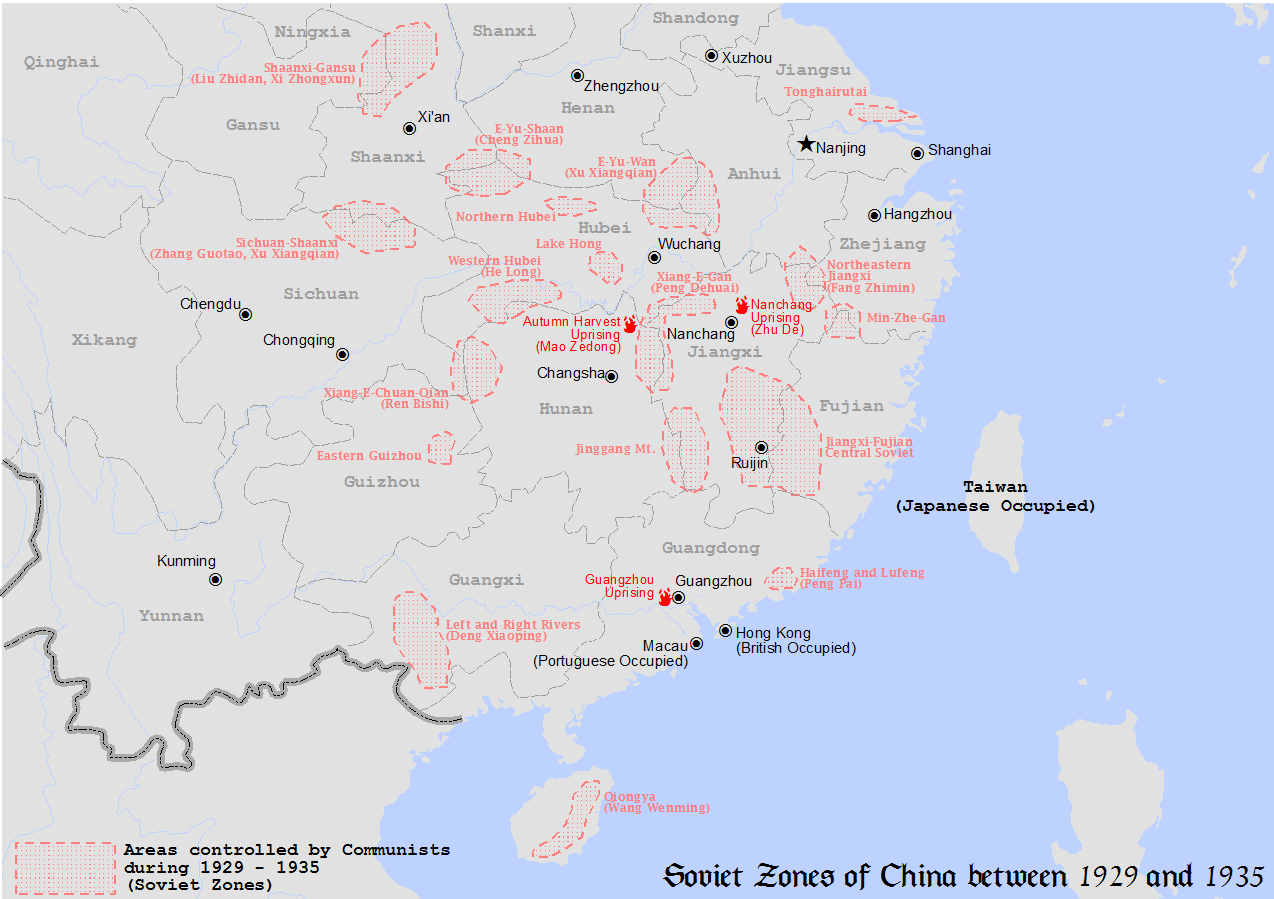
خريطة توضح المناطق السوفيتية التي كان يسيطر عليها الشيوعيون في الصين بين عامي 1929 و1935. تمت إعادة السيطرة على هذه المناطق من قبل الحكومة القومية بعد عام 1934.

في 7 نوفمبر 1931، وفي الذكرى السنوية للثورة البلشفية الروسية عام 1917، وبمساعدة الاتحاد السوفيتي، انعقد المؤتمر الوطني لمندوبي الشعب السوفيتي في رويجين بمقاطعة جيانغشي، التي تم اختيارها كعاصمة وطنية. ولدت "جمهورية الصين السوفيتية"، مع أن غالبية الصين كانت لا تزال تحت سيطرة الحكومة الوطنية لجمهورية الصين. في ذلك اليوم، أقاموا حفلًا مفتوحًا للبلد الجديد، وحضر ماو تسي تونغ وشيوعيون آخرون العرض العسكري. ونظرًا لأنها كان لديها بنك خاص بها، وأنها طبعت أموالها الخاصة، وتقوم بتحصيل الضرائب من خلال مكتب الضرائب الخاص بها، فإنه هذا يعتبر بداية سياسة الصينيتان.
ومع رئاسة ماو تسي تونغ للدولة في منصب «رئيس اللجنة التنفيذية المركزية» (بالصينية: 中央 執行 委員會 主席) ورئاسته الحكومة في منصب «رئيس مجلس مفوضي الشعب» (بالصينية: 人民 委員會 主席)، فقد ووسعت جيانغشي السوفييتية تدريجيًا، ووصلت إلى أن تبلغ ذروتها أكثر من 30 ألف كيلومتر مربع وبعدد سكان بلغ أكثر من ثلاثة ملايين، وصارت تغطي أجزاءً كبيرة من مقاطعتين (مع تينغتشو في فوجيان). علاوةً على ذلك، كان أداء اقتصادها أفضل من معظم المناطق التي كانت تحت سيطرة أمراء الحرب الصينيين. بالإضافة إلى الميليشيات وحرب العصابات، بلغ عدد جيشها الأحمر الصيني النظامي وحده أكثر من 140 ألف جندي بحلول أوائل الثلاثينيات، وقد كانوا أفضل تسليحًا من معظم جيوش أمراء الحرب الصينيين في ذلك الوقت. على سبيل المثال، لم يقتصر الأمر على امتلاك الجيش الأحمر الصيني لوسائل اتصال حديثة مثل الهواتف والتلغراف وأجهزة الراديو التي لا تزال تفتقر إليها معظم جيوش أمراء الحرب الصينيين، بل كان يرسل بانتظام رسائل لاسلكية في رموز ويكسر الرموز القومية. فقط كان لدى جيش شيانج كاي شيك القدرة على مضاهة هذه القوة الشيوعية الهائلة.
شعرت الحكومة القومية، بقيادة شيانج كاي شيك، بالتهديد من قبل الجمهورية السوفيتية، وقادت أمراء الحرب الصينيين الآخرين إلى محاصرة الجيش الوطني الثوري للجمهورية السوفيتية مرارًا وتكرارًا، وأطلقوا ما سمّاه شيانج ورفاقه القوميون في ذلك الوقت حملات التطويق، بينما سمّا الشيوعيون هجماتهم المضادة حملات مكافحة التطويق. هزم الجيش الأحمر الصيني بقيادة ماو حملات التطويق الأولى والثانية والثالثة لشيانج كاي شيك. ومع ذلك، بعد الحملة الثالثة للتطويق المضاد، تمت إزالة ماو من القيادة واستبداله بالشيوعيين الصينيين العائدين من الاتحاد السوفيتي مثل وانغ مينغ، وتم التعامل مع قيادة الجيش الأحمر الصيني من قبل لجنة مكونة من ثلاثة رجال ضمت شركاء وانغ مينغ وهم: أوتو براون، المستشار العسكري للشيوعية الدولية، وبو جو وتشوان لاي. وهكذا بدأ سوفيت جيانغشي سقوطه السريع الحتمي في ظل سياسة اليسار المتطرف والقيادة العسكرية غير الكفؤة، مع أن القيادة الجديدة لم تستطع التخلص من نفوذ ماو الذي ساد خلال حملة التطويق الرابعة، وبالتالي أنقذ الشيوعيين مؤقتًا. ومع ذلك، نتيجة للهيمنة الكاملة التي حققتها القيادة الشيوعية الجديدة بعد حملة التطويق الرابعة، انخفض الجيش الأحمر إلى النصف تقريبًا، مع فقدان معظم معداته خلال حملة تطويق الخامسة لشيانج، التي بدأت في عام 1933 وقام بتنسيقها مستشاروه الألمان، والتي تضمنت التطويق المنهجي لمنطقة جيانغشي السوفيتية بالحواجز المحصنة. أثبتت هذه الطريقة أنها فعالة للغاية. وفي محاولة لكسر الحصار، حاصر الجيش الأحمر بأوامر من لجنة الرجال الثلاثة الحصون عدة مرات، لكنه عانى من خسائر فادحة دون نجاح يذكر، مما أدى إلى تقلص حجم سوفيت جيانغشي بشكل كبير بسبب القوة البشرية الكارثية للجيش الأحمر الصيني والخسائر المادية.
في 10 أكتوبر 1934، أصدرت القيادة الشيوعية للجنة المكونة من ثلاثة رجال رسميًا أمر الانسحاب العام، وفي 16 أكتوبر 1934، بدأ الجيش الأحمر الصيني ما عُرف لاحقًا باسم المسيرة الطويلة، متخليًا تمامًا عن سوفييت جيانغشي. وبعد 17 يومًا من مغادرة القوة الشيوعية الرئيسية لقاعدتها، أدرك القوميون أخيرًا أن العدو قد هرب بعد وصوله إلى مدينة رويجين الفارغة في 5 نوفمبر 1934. وعلى عكس الاعتقاد الخاطئ الشائع، فقد كانت الوجهة الأصلية هي قاعدة هي لونغ الشيوعية في خوبي، ولم يتم تحديد الوجهة النهائية إلى يانان إلا بعد ذلك بكثير خلال المسيرة الطويلة، بعد صعود ماو تسي تونغ. ولتجنب الذعر، تم إبقاء الهدف سرًا عن معظم الناس، بما في ذلك ماو تسي تونغ، وقيل للجمهور أن جزءً من الجيش الأحمر الصيني سيشارك في حرب متنقلة لهزيمة القوات القومية، وبالتالي سيتم تسمية هذا الجزء من الجيش باسم «الجيش الميداني».
بحلول خريف عام 1934، واجه الشيوعيون الإبادة الكاملة. كان هذا الموقف قد أقنع بالفعل ماو تسي تونغ وأنصاره بالاعتقاد بأن الشيوعيين يجب أن يتخلوا عن قواعدهم في جمهورية جيانغشي السوفيتية. ومع ذلك، رفضت القيادة الشيوعية بعناد قبول الفشل المحتوم وما زالت تحلم بهزيمة القوى القومية المنتصرة. وضعت اللجنة المكونة من ثلاثة رجال خطة للتحويلات، ثم إعادة تجميع صفوفهم بعد انسحاب مؤقت. بمجرد اكتمال إعادة التجميع، سيتم شن هجوم مضاد بالتزامن مع قوات التحويل السابقة، مما يؤدي إلى إخراج العدو من سوفييت جيانغشي.
تم تنفيذ الحركات الأولى للتحويل المنسحب بواسطة فانغ تشيمين. كان فانغ تشيمين ونائبه، شون ويتشو، أول من اخترق خطوط الكومينتانغ في يونيو، تلاهما شياو كي في أغسطس. فاجأت هذه الحركات الكومينتانغ، الذين كانوا متفوقين عدديًا على الشيوعيين في ذلك الوقت ولم يتوقعوا هجومًا على محيطهم المحصن. ومع ذلك، لم تسر الأمور كما كان يأمل الشيوعيون: تم سحق قوة فانغ تشيمين بعد نجاحها الأولي، ومع مقتل Xun Weizhou في المعركة، أصيب كل قائد في هذه القوة تقريبًا وأُسر على قيد الحياة، بما في ذلك فانغ تشيمين نفسه، وجميعهم تم إعدامهم في وقت لاحق من قبل القوميين. كان الاستثناء الوحيد هو سو يو، الذي تمكن من الفرار. لم يكن أداء شياو كي أفضل من ذلك: مع أن قوته تمكنت في البداية من تنفيذ اختراق ثم وصلت إلى قاعدة هي لونغ الشيوعية في خوبي، ولكن حتى مع قواتهم المشتركة، لم يتمكنوا من تحدي القوة القومية المتفوقة التي تحاصر سوفيت جيانغشي، ولم يعودوا حتى تأسيس جمهورية الصين الشعبية عقب 15 عامًا.

## الاقتصاد

### البنك والعملة
في الأول من فبراير عام 1932، تم تأسيس البنك الوطني لجمهورية الصين السوفيتية برئاسة ماو زيمين، شقيق ماو تسي تونج. أصدر دار سك العملة المركزي التابع لحكومة جمهورية الصين السوفيتية ثلاثة أنواع من العملات، بما في ذلك عملة ورقية وعملة نحاسية ودولارًا فضيًا.

#### الأوراق النقدية

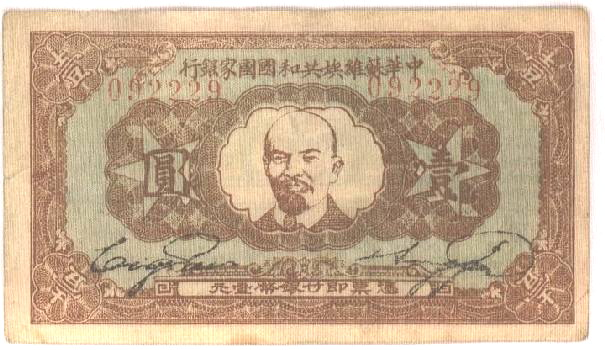
ورقة نقدية من فئة يوان واحد مع صورة فلاديمير لينين في الوسط.

أصدرت دار سك العملة المركزية لفترة وجيزة كلًا من الأوراق النقدية والعملات النحاسية، ولكن لم يتم تداول أيًا منهما لفترة طويلة، ويرجع ذلك أساسًا إلى عدم إمكانية استخدام العملة في بقية الصين.
طبع على العملة النقدية الورقية «جمهورية الصين السوفيتية» (بالصينية: 中華 蘇維埃 共和國) بالحروف الصينية التقليدية، مع صورة فلاديمير لينين.

#### عملة نحاسية
مثل العملة الورقية، كانت العملات النحاسية الصادرة عن دار سك العملة المركزية تحتوي أيضًا على «جمهورية الصين السوفيتية» بحروف صينية تقليدية، ونظرًا لحقيقة أن العملات المعدنية تدوم لفترة أطول من العملات الورقية، فقد تم إصدار هذه النوع من العملات وتداوله بأعداد أكبر بكثير. ومع ذلك، تعد هذه العملات المعدنية حاليًا أكثر ندرة من الورقية، ويرجع ذلك أساسًا إلى أن النحاس المستخدم كان بحاجة إلى خراطيش، لذلك تم استدعاء هذه العملات النحاسية واستبدالها بالدولار الفضي.

#### دولار فضة
كانت العملة الأكبر والأكثر انتشارًا التي أنتجها مركز سك العملة هي الدولار الفضي. وعلى عكس الأوراق النقدية والعملات النحاسية، لم يكن للدولار الفضي أي رموز شيوعية، وبدلًا من ذلك، كان نسخة مباشرة من الدولارات الفضية الأخرى التي تنتجها دار سك العملة الأخرى في الصين، بما في ذلك الدولار الفضي الصيني الأكثر شعبية وعليه نقش رأس يوان شيكاي، والنسر الموجود على الدولار الفضي من البيزو المكسيكي. لقد مكّن هذا وحقيقة أن العملة كانت مصنوعة من الفضة المعدنية الثمينة، تداوله في بقية الصين، وبالتالي كانت العملة التجارية المفضلة.
عندما بدأت الجبهة الأولى للجيش الأحمر الصيني مسيرتها الطويلة في أكتوبر 1934، كان البنك الشيوعي جزءً من القوة المنسحبة، لقد تواجد 14 موظفًا في البنك وأكثر من مائة حارس ومجموعة من الجنود يرافقونهم أثناء حملهم كل الأموال وآلات سك العملة. كانت إحدى المهام المهمة للبنك خلال المسيرة الطويلة عندما بقي الجيش الأحمر الصيني في مكان لفترة أطول من يوم هو الطلب من السكان المحليين استبدال أي أوراق نقدية ورقية شيوعية وعملات نحاسية بسلع وعملات مستخدمة في المناطق التي يسيطر عليها القوميون، حتى لا يتعرض السكان المحليون للاضطهاد من قبل القوميين الملاحقين بعد رحيل الشيوعيين. وعقب مؤتمر Zunyi، تقرر أنّ حمل البنك بأكمله في المسيرة لم يكن عمليًا، لذلك في 29 يناير 1935 ، في إيرث تاون (Tucheng ، 土城)، أحرق موظفو البنك جميع الأوراق النقدية الشيوعية وآلات سك العملة. بحلول الوقت الذي انتهت فيه المسيرة الطويلة في أكتوبر 1935، نجا 8 موظفين فقط من أصل 14 موظفًا. لقد مات الستة الآخرون على طول الطريق.

## الجيش

### الاستخبارات
بدا أن الشيوعيين محكوم عليهم بالفشل تحت ضربات القوميين الساحقة. ومع ذلك، حقق Zhou Enlai في السابق نجاحًا استخباراتيًا باهرًا من خلال زرع أكثر من عشرة شامات في الدائرة الداخلية لشيانج كاي شيك، بما في ذلك في المقر العام للقوات القومية في نانتشانغ. من المثير للدهشة أن أهم العملاء، مو شيونغ (莫 雄)، لم يكن في الواقع شيوعيًا أبدًا، لكن مساهمته في النهاية أنقذت الحزب الشيوعي الصيني والجيش الأحمر الصيني.
بناء على توصية من الأمين العام لشيانج كاي شيك، يانغ يونغتاى (بالصينية: 楊永泰)، الذي لم يكن على دراية بأنشطة مو الشيوعية، تدرّج مو شيونغ (莫 雄) بثبات في نظام شيانج كاي شيك، وأصبح في النهاية عضوًا مهمًا داخل شيانج كاي - المقر العام لشيك في أوائل الثلاثينيات. وفي يناير 1934، عينه شيانج كاي شيك مديرًا وقائدًا أعلى للمنطقة الخاصة الرابعة في شمال جيانغشي. استخدم مو منصبه لزرع أكثر من اثني عشر عميلًا شيوعيًا داخل المقر العام لشيانج، بما في ذلك ليو يافا (劉亞 佛)، الشيوعي الذي قدم لأول مرة إلى الحزب الشيوعي الصيني، وشيانغ يونيان (項 與 年) معالجه الشيوعي، الذي عينه كسكرتير له، ولو تشى يينغ (盧志英)، العميل الشيوعي الذي كان يشغل منصب رئيس حلقة التجسس، التي كانت تحت قيادة تشوان لاي مباشرة.
بعد نجاحه في محاصرة المناطق المجاورة من رويجين، عاصمة جيانغشي السوفيتية، واحتلال معظم أراضي جيانغشي السوفيتية نفسها، كان شيانج واثقًا من أنه سيقضي على الشيوعيين في ضربة حاسمة نهائية. في أواخر سبتمبر 1934، وزع شيانج خطته السرية للغاية المسماة «خطة الدلو الحديدي» على الجميع في مقره العام في لوشان (الموقع الصيفي البديل لنانتشانغ)، والتي تفصل الدفعة الأخيرة لإبادة القوات الشيوعية تمامًا. كانت الخطة تقضي بناء 30 خطًا للحصار مدعومًا بـ30 سياجًا من الأسلاك الشائكة، معظمها كهربائي، في المنطقة 150 كم حول رويجين، لتجويع الشيوعيين. بالإضافة إلى ذلك، كان من المقرر تعبئة أكثر من 1000 شاحنة لتشكيل قوة رد فعل سريع من أجل منع أي انتفاضة شيوعية. وإدراكًا للإبادة المؤكدة للشيوعيين، سلم مو شيونغ (莫) الوثيقة التي تزن عدة كيلوغرامات إلى معالجه الشيوعي شيانغ يونيان (項 與 年) في نفس الليلة التي استلمها فيها، مخاطرًا ليس بحياته فحسب، بل بحياة أسرته بأكملها.
بمساعدة ليو يافا و Lu Zhiying، نسخ العملاء الشيوعيون المعلومات الاستخباراتية المهمة في أربعة قواميس وكُلِّف شيانغ يونيان بأخذ المعلومات الاستخباراتية شخصيًا إلى سوفييت جيانغشي. كانت الرحلة محفوفة بالمخاطر، حيث كانت القوة القومية تعتقل وتعدم حتى أي شخص يحاول تجاوز الحصار. أُجبر شيانغ يونيان على الاختباء في الجبال لفترة، ثم استخدم الصخور لكسر 4 من أسنانه، مما أدى إلى تورم وجهه. ولكونه متنكرًا في زي متسول، فقد مزق أغلفة القواميس الأربعة وأخفاها في أسفل حقيبته مع طعام فاسد، ثم نجح في عبور عدة صفوف من الحصار ووصل إلى رويجين في 7 أكتوبر 1934. أقنعت الاستخبارات القيمة التي قدمها مو شيونغ أخيرًا الشيوعيين في جيانغشي السوفيتية بالتخلي عن قاعدتهم وبدأوا تراجعًا عامًا قبل أن يتمكن شيانج من إكمال بناء خطوط الحصار الخاصة به المدعومة بأسوار الأسلاك الشائكة، وتعبئة الشاحنات والقوات، وبالتالي أنقذوا أنفسهم من الإبادة الكاملة.

### القوة الرئيسية المنسحبة في المسيرة الطويلة

خريطة سوفييتات الحزب الشيوعي الصيني ومسار المسيرة الطويلة

كان جزءٌ من الجبهة الأولى للجيش الأحمر المنخرط في ما يسمى بالحرب المتنقلة في الواقع الجزء الأكبر من القوة الشيوعية التي تراجعت بشكل عام، لكن هذه القوة تقلصت كثيرًا من ذروتها التي بلغ عددها أكثر من 14 ألف رجل. مع فقدان معظم معداته، اضطر العديد من أفراد الجيش الأحمر الصيني الباقين على قيد الحياة إلى تسليح أنفسهم بأسلحة قديمة. وفقًا للمخطط الإحصائي لأفراد الجيش الميداني والأسلحة والذخيرة والإمداد الذي أكمله الجيش الأحمر الصيني في 8 أكتوبر 1934، قبل يومين من بدء المسيرة الطويلة، تألفت قوة المسيرة الطويلة الشيوعية من:

#### تشكيلات قتالية
- 5 فيالق قتالية بإجمالي 72,313 مقاتلًا:
  - الفيلق الأول (الأكبر من الخمسة فيالق، ويضم 19،880 مقاتلًا)
  - الفيلق الثالث
  - الفيلق الخامس
  - الفيلق الثامن (الأحدث والأصغر من بين الخمسة، ويضم 10،922 مقاتلًا)
  - الفيلق التاسع
- 2 عمود
  - العمود الأول للجنة المركزية
  - العمود الثاني للجنة المركزية
- بلغ مجموع الفيالق الخمسة والعمودين 86،859 مقاتلًا.

#### سلاح
كما قدم المخطط الإحصائي لأفراد الجيش الميداني والأسلحة والذخيرة والإمدادات (المحفوظة حاليًا في أرشيف جيش التحرير الشعبي) الأسلحة والمؤن المعدة للمسيرة الطويلة، وشملت الأسلحة التي تم نشرها:
- المدفعية: مجموعها 39
  - الهاون: 38
  - مدفع جبلي: 1 (لم يتم تضمينه في الأصل، ولكن تمت إضافته لاحقًا)
- الأسلحة النارية ذات التحميل المؤجل: إجمالي 33,244 (مع 1,858,156 طلقة ذخيرة)، وتم توزيع ما مجموعه 29,016 سلاحًا على الفيلق الخمسة، بما في ذلك:
  - بنادق: وعددها 25,317
  - عدد الرشاشات الثقيلة: 333
  - عدد الرشاشات الخفيفة 285
  - عدد الرشاشات: 28
  - عدد المسدسات: 2804
- وشملت الأسلحة الأخرى:
  - حربة: 6101
  - صابر صيني: 882
- كما تم نشر أسلحة مختلفة ولكن لم يتم إحصاء أعدادها، ومنها:
- المسدسات ذات البنادق ذات الفتحات الملساء والبنادق ذات التجويف الأملس
  - بنادق فلينتلوك وسنافانس
  - بنادق فتيل وقفل عجل
  - رماحو مكابس (على الرغم من أن الرماح مفيدة للغاية كانت مفيدة كعصا في وقت لاحق خلال المسيرة الطويلة)
  - فؤوس وقضبان (على الرغم من أن الأعمدة كانت مفيدة للغاية مثل مواد البناء مثل تلك المستخدمة في النقالات في وقت لاحق خلال المسيرة الطويلة)
  - خناجر وسكاكين
- تقديم
  - ملابس الشتاء: 83,100 مجموعة
  - الخيول: 338
  - طب الاعشاب: 35,700 كجم
  - ملح الطعام: 17،413 كلغ
  - النقود: 1،642 مليون دولار للجمهورية السوفيتية.